# Dziwny świat kota Filemona
Dziwny świat Kota Filemona – telewizyjny serial animowany dla dzieci, emitowany w latach 1972–1974. Wyprodukowany został w Studiu Małych Form Filmowych Se-Ma-For. Autorami scenariusza byli Marek Nejman oraz Irena Sobańska. Postać Kota Filemona i Bonifacego zaprojektował Ludwik Kronic
Serial opowiada o przygodach młodego kotka Filemona i starego, doświadczonego kota Bonifacego. Obaj mieszkają w chatce w wiosce wraz z babcią i dziadkiem. 
Serial liczył 13 odcinków trwających około 9 minut każdy.

## Głosów użyczyli
- Teresa Sawicka – narratorka

## Tytuły odcinków
Opracowano na podstawie bazy Filmpolski.pl
1. „Nazywam się Filemon” – reż. Ludwik Kronic
2. „Zimowy wieczór” – reż. Alina Kotowska
3. „Wielkanocne sprzątanie” – reż. Wacław Fedak
4. „Wielkie pranie” – reż. Ludwik Kronic
5. „Zabawa w chowanego” – reż. Ludwik Kronic
6. „Ach te myszy” – reż. Alina Kotowska
7. „Kiedy liście opadają” – reż. Ryszard Szymczak
8. „Co kto lubi” – reż. Alina Kotowska
9. „Poobiednia drzemka” – reż. Ireneusz Czesny
10. „Sposób na twardy sen” – reż. Ryszard Szymczak
11. „Poważne zmartwienie” – reż. Ireneusz Czesny
12. „Autostopem do miasta” – reż. Wacław Fedak
13. „Miejsce na zapiecku” – reż. Wacław Fedak